# Thomas Castella
Thomas Castella, né à Fribourg le 30 juin 1993, est un footballeur suisse jouant au poste de gardien au FC Lausanne-Sport.

## Biographie
Junior au Team Fribourg AFF/FFV, il est formé par la suite au Neuchâtel Xamax. En juin 2012, il est transféré au FC Lausanne-Sport. Pendant la saison 2015-2016, il remporte le titre de Challenge League et monte en première division helvétique. Durant sa deuxième année au plus haut niveau, il reçoit, à la mi-saison, la distinction du meilleur gardien de Super League par le Blick. Malheureusement, il n'évitera pas la relégation de son équipe en fin de saison. En janvier 2023, il prolonge son contrat, avec le club vaudois, jusqu'en 2028.

## Statistiques
| Saison                | Club                   | Championnat             | Championnat | Championnat | Coupe(s) nationale(s) | Coupe(s) nationale(s) | Total | Total |
| Saison                | Club                   | Division                | M.          | B.          | M.                    | B.                    | M.    | B.    |
| 2011-2012             | Neuchâtel Xamax FC U21 | 2e ligue interrégionale | 8           | 0           | -                     | -                     | 8     | 0     |
| Sous-total            | Sous-total             | Sous-total              | 8           | 0           | -                     | -                     | 8     | 0     |
| 2012-2013             | Team Vaud U21          | 2e ligue interrégionale | 16          | 0           | -                     | -                     | 16    | 0     |
| 2013-2014             | Team Vaud U21          | 2e ligue interrégionale | 5           | 1           | -                     | -                     | 5     | 1     |
| Sous-total            | Sous-total             | Sous-total              | 21          | 1           | -                     | -                     | 21    | 1     |
| 2014-2015             | FC Lausanne-Sport      | Challenge League        | 27          | 0           | -                     | -                     | 27    | 0     |
| 2015-2016             | FC Lausanne-Sport      | Challenge League        | 23          | 0           | -                     | -                     | 23    | 0     |
| 2016-2017             | FC Lausanne-Sport      | Super League            | 26          | 0           | -                     | -                     | 26    | 0     |
| 2017-2018             | FC Lausanne-Sport      | Super League            | 36          | 0           | 3                     | 0                     | 39    | 0     |
| 2018-2019             | FC Lausanne-Sport      | Challenge League        | 35          | 0           | -                     | -                     | 35    | 0     |
| 2019-2020             | FC Lausanne-Sport      | Challenge League        | 30          | 0           | 2                     | 0                     | 32    | 0     |
| 2020-2021             | FC Lausanne-Sport      | Super League            | 2           | 0           | 1                     | 0                     | 3     | 0     |
| 2021-2022             | FC Lausanne-Sport      | Super League            | 9           | 0           | 3                     | 0                     | 12    | 0     |
| Sous-total            | Sous-total             | Sous-total              | 188         | 0           | 9                     | 0                     | 197   | 0     |
| Total sur la carrière | Total sur la carrière  | Total sur la carrière   | 217         | 1           | 9                     | 0                     | 226   | 1     |

## Palmarès
- Champion de Suisse de D2 en 2016 et 2020 avec le FC Lausanne-Sport